# Arquitectura de Londres

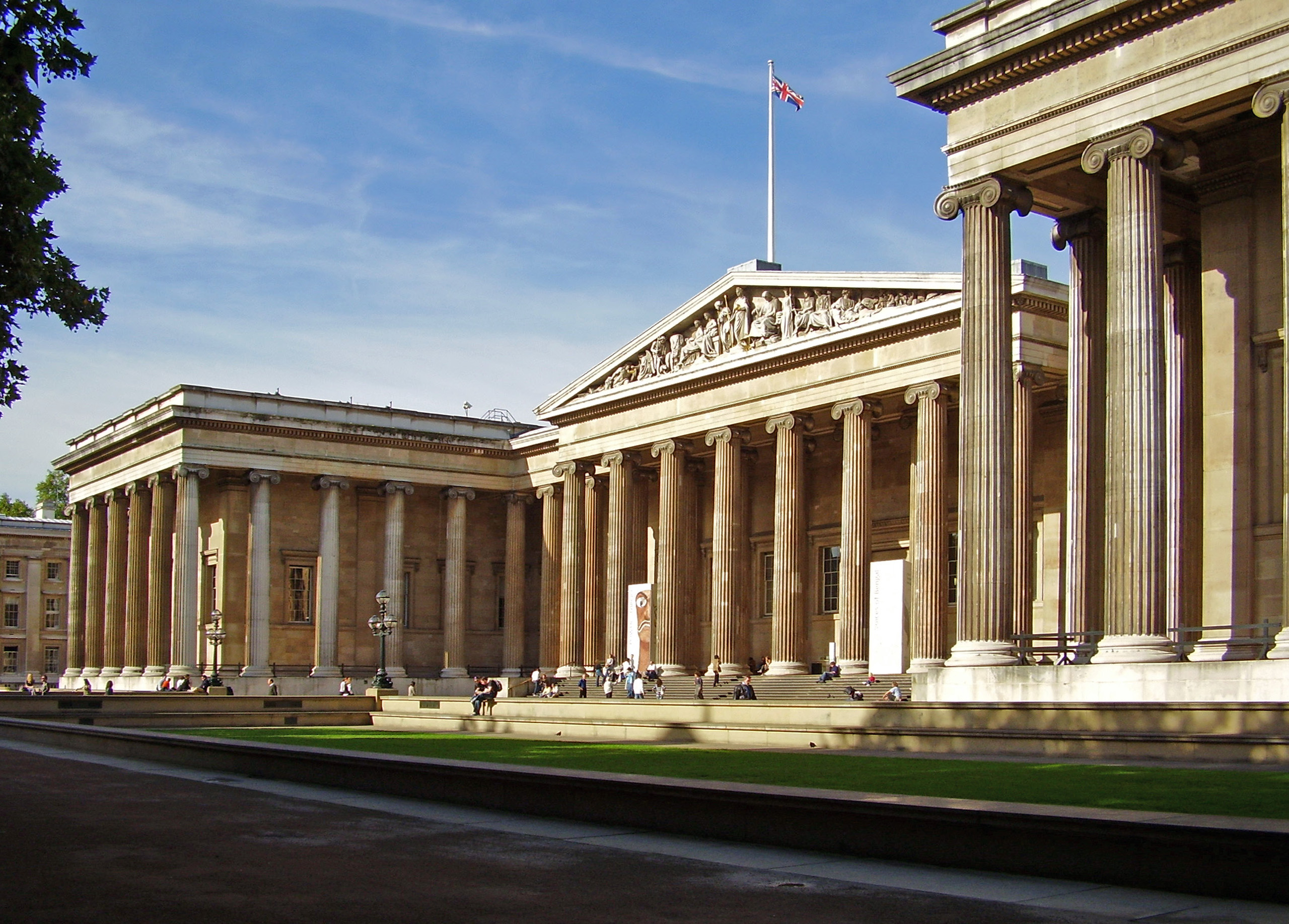
El Museo Británico, uno de los lugares más visitados de Londres.

Londres no se caracteriza por ningún estilo arquitectónico en general, habiendo acumulado edificios de diversos periodos. Se conservan pocas estructuras anteriores al Gran Incendio de 1666, a excepción de la Torre de Londres y algunos ejemplos de la arquitectura del estilo Tudor. El estilo Tudor es, en arquitectura inglesa, el último estilo de la arquitectura medieval
El Museo Británico de Londres es el mayor museo del Reino Unido, y uno de los mayores y más famosos museos de antigüedades de todo el mundo. Se abrió el 15 de enero de 1759 y tiene más de 5 millones de visitantes al año, convirtiéndose en uno de los museos más visitados del mundo. 
Sobre las ruinas de una catedral medieval destruida por el Gran Incendio se alza la Catedral de San Pablo, templo anglicano construido entre 1676 y 1710 bajo la dirección del arquitecto Christopher Wren.

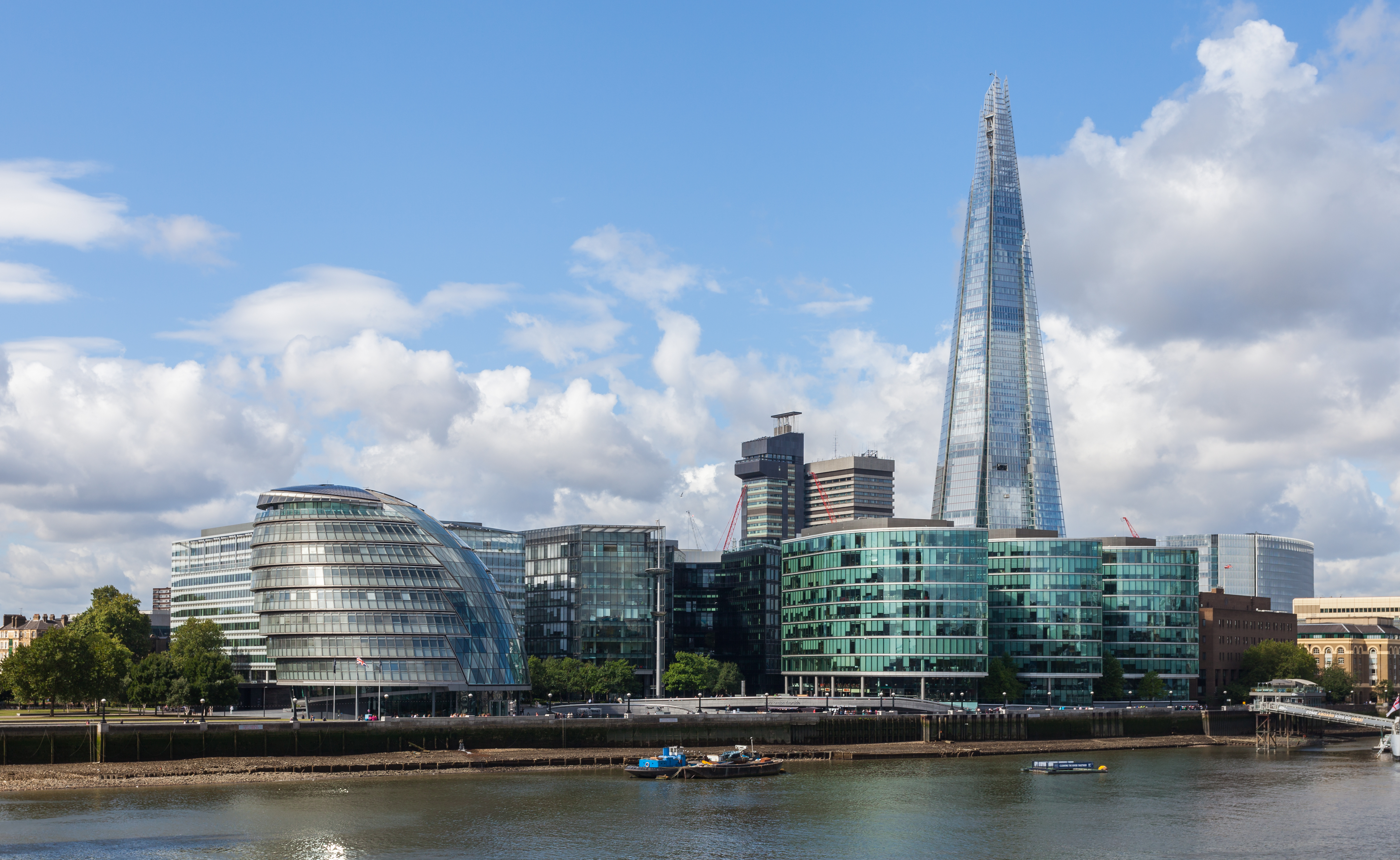
El Ayuntamiento y el rascacielos Shard London Bridge.

En el centro de Londres se sitúa Trafalgar Square, una plaza construida para conmemorar la batalla de Trafalgar en la que la armada británica venció a la flota francoespañola frente a las costas de España en tiempos de Napoleón. El nombre original era Plaza de Guillermo IV, pero George Ledwell Taylor sugirió cambiar el nombre. Allí es donde se encuentra la "columna de Nelson".

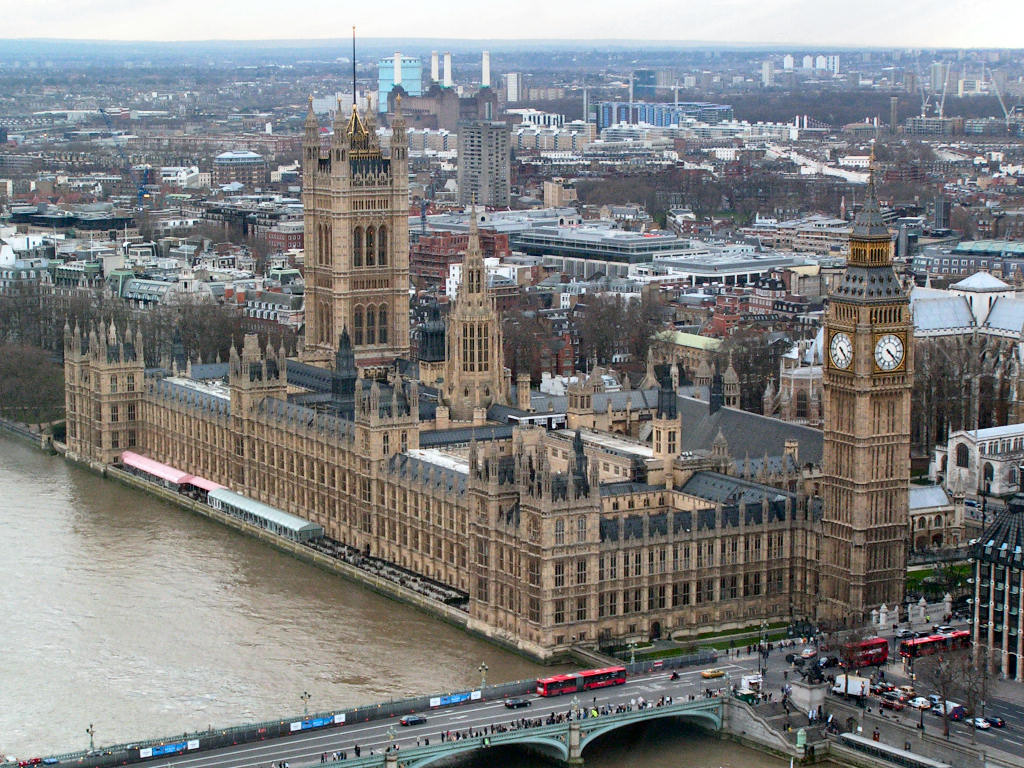
Palacio de Westminster visto desde una cabina del London Eye.

El Palacio de Westminster, es el lugar en el que se reúnen las dos cámaras del Parlamento del Reino Unido (la Cámara de los Lores y la Cámara de los Comunes). El palacio se encuentra situado en la orilla norte del río Támesis en la ciudad de Westminster en Londres. cerca de otros edificios gubernamentales en Whitehall. El palacio sirvió inicialmente como residencia real, pero ningún monarca ha vivido en él, desde el siglo XVI. La mayor parte de la estructura actual data del siglo XIX, fecha en la que el palacio fue reconstruido después de un incendio en 1834 que destruyó la mayor parte del edificio. Los arquitectos responsables de la reconstrucción del palacio fueron Sir Charles Barry y Augustus Welby. El edificio es un ejemplo del estilo neogótico. Una de las características más notables del palacio es la torre del reloj, una atracción turística que alberga la campana llamada Big Ben, nombre asignado erróneamente al reloj de la torre.
- Datos: Q4787156
- Multimedia: Architecture of London / Q4787156